# Georg Schirrmeister
Georg Schirrmeister  (* 21. Dezember 1890 in Berlin; † 1969) war ein deutscher Architekt.
Schirrmeister studierte Architektur an der Technischen Hochschule Stuttgart. Zunächst arbeitete er in verschiedenen Architekturbüros, zuletzt als Erster Architekt (Büroleiter). 1932 wurde er Mitglied der NSDAP, ab 1935 wirkte er als Zellenleiter. 1936 war er Träger des Kunst- und Literaturpreises der Stadt Jena.
Im Jena der Nachkriegszeit gehörte Schirrmeister zu einem „Netzwerk ehemaliger Stuttgarter“, die ihre Lehrer Paul Bonatz, Paul Schmitthenner und Heinz Wetzel als „wichtigen Bezugspunkt“ sahen. Der Leiter der 1949 entstandenen Jenaer Außenstelle des Landesprojektierungsbüros Thüringen, Rolf Fricke (* 1911), holte Kollegen wie Schirrmeister oder Hans Schlag (1890–1970) in sein Büro. Zu den Bauten von Fricke und Schirrmeister gehören die Landesschule der FDJ (1950–1952), das Geologische Institut (1952–1953) und der Hörsaal des Chemischen Instituts (1952–1954) in Jena. In Weimar wurde das ehemalige Ärztehaus 1935 bis 1937 nach seinen Plänen errichtet.